# Wilfrido H. Corral
Wilfrido H. Corral (Guayaquil, 1950) es un especialista en literatura hispanoamericana contemporánea, ensayista y profesor universitario ecuatoriano.

## Reseña biográfica
Se doctoró en letras por la Universidad de Columbia y ha enseñado en la Universidad Stanford, en la Universidad de Massachusetts y en la Universidad Estatal de Sacramento, donde fue jefe del departamento de lenguas modernas. Reside en California.
Trabajó en Dispositi(o) (1985-2005), Review (1979-1983) y fue editor de “Literature: 20th-Century Prose Fiction: Central America” del Handbook of Latin American Studies de la Biblioteca del Congreso. 
Desde 1985 es reseñador habitual de World Literature Today. Escribe para Letras libres y Cuadernos Hispanoamericanos.
Ingresó como Miembro Correspondiente de la Academia Ecuatoriana de la Lengua, el 20 de septiembre de 2016. Disertó sobre el tema Las literaturas "pequeñas" que no son menores.  Pronunció el discurso de bienvenida el académico de número doctor Juan Valdano.

## Obras
Autor y editor de más de quince libros, entre ellos: Discípulos y maestros 2.0: Novela hispanoamericana hoy (2019); Bolaño traducido: nueva literatura mundial (2011); Cartografía occidental de la novela hispanoamericana (2010), El error del acierto (contra ciertos dogmas latinoamericanistas) (2006). Su seminal Theory's Empire (Columbia UP), en coautoría con Daphne Patai, fue escogido por The Times Literary Supplement como Libro del Año en crítica y teoría en 2005.
Ha sido reconocido por Christopher Domínguez Michael como «uno de los críticos más lúcidos y valientes de la literatura latinoamericana».
Es autor también de libros sobre Monterroso, Bolaño y Vargas Llosa, entre los que destaca Vargas Llosa: la batalla en las ideas (Iberoamericana, 2012). Sobre la novela ha escrito Cartografía occidental de la novela y coeditado Los novelistas como críticos, I y II; y The Contemporary Spanish-American Novel. Es autor de más de 300 artículos, notas crítica y reseñas.

## Distinciones
- Miembro de número de la Academia Ecuatoriana de la Lengua.
- Fulbright Distinguished Researcher en Argentina y Ecuador.

## Acusaciones de acoso
En 2006 Corral fue investigado por acoso sexual a cuatro estudiantes en la Universidad Estatal de Sacramento (California). Las estudiantes lo acusaron por "haberlas invitado a cenar, haber hecho comentarios sexuales y haberlas abrazado y besado". La Universidad lo despidió en 2009, pero Corral apeló el despido y continuó enseñando hasta 2011, mientras la apelación se procesaba. Una investigación universitaria determinó que Corral tomó represalias en contra de tres profesoras que lo reportaron y que, frente a estudiantes, llamó a una "ramera francesa" y, a las otras dos, "perras lesbianas".

Corral sostuvo que la investigación respondía a discriminación racista (según la demanda de Corral, un oficial de recursos humanos dijo que Corral tenía un "muy buen bronceado") y que la Universidad no lo informó adecuadamente de las acusaciones. La Universidad pagó $15 000 extrajudicialmente a una de las estudiantes para que desistiera de su demanda. El informe de la abogada general de la Universidad (General Counsel), Christine Helwick, de septiembre de 2011, lee:
"Mientras pendía la demanda, tres catedráticas, Buffard, Gelus y Moore, presentaron sendas demandas contra Corral y contra la Universidad, alegando que las había sometido a acoso sexual. La Universidad resolvió extrajudicialmente las demandas en su contra por $ 900 000 dólares y despidió a Corral. Corral apeló bajo el contrato sindical, que le permitió seguir trabajando hasta que el asunto se determinara definitivamente. . . . Porque en la audiencia de despido llegaron pruebas muy perjudiciales sobre su comportamiento, Corral accedió a abandonar su apelación de despido a cambio de que la Universidad no persiguiera el reembolso de los gastos en su contra. Todos los asuntos han sido desestimados sin ningún otro pago, y el empleo de Corral está finalmente terminado."
Corral dejó de trabajar en la Universidad Estatal de Sacramento a finales de 2011.